# ياسمين متعدد الزهر
ياسمين متعدد الزهر (الاسم العلمي:Jasminum multiflorum) هو نوع من النباتات يتبع جنس الياسمين من الفصيلة الزيتونية.